# San Melchor Betaza
San Melchor Betaza è un comune del Messico, situato nello stato di Oaxaca.